# リゼ・ティー
リゼ・ティーはトルコのリゼ県で生産される紅茶。トルコのチャイで一般的に用いられる。温暖で降水量が多く、肥沃な土壌に恵まれた黒海東岸で生産されている。ほぼ全量が非常に細かいブロークンタイプ、淹れた水色はマホガニー色で、長く蒸らしても渋みが出にくいのが特徴である。トルコではチャイダンルックという2段重ねのやかんで茶を淹れることが一般的で、10分ほどかけて非常に強い茶を抽出し、好みの濃さに湯で薄めて飲まれる。砂糖を加えるのが一般的だが、ミルクは用いられない。

## 歴史
トルコにおける最初の紅茶の栽培の試みは1787年に遡る。日本から輸入された茶の種をブルサ県で増殖させたのが始まりである。しかし、気候的な条件が合わず、間も無く茶の栽培は中断を余儀なくされた。1917年植物学者アリー・リザ・エルテン（後のイズミルの農業専門学校Halkalı Ziraat Mektebi Âlisi副校長）は、紅茶の栽培に最適な地を調べ、それがトルコ北東部であると断定した。1924年2月16日、議会はリゼで茶を栽培することを承認した。茶の種子はロシアのコーカサス地方の農園から輸入された。最初の茶の加工工場は1947年に設立され、それにより生産性は飛躍的に向上した。

## ギャラリー

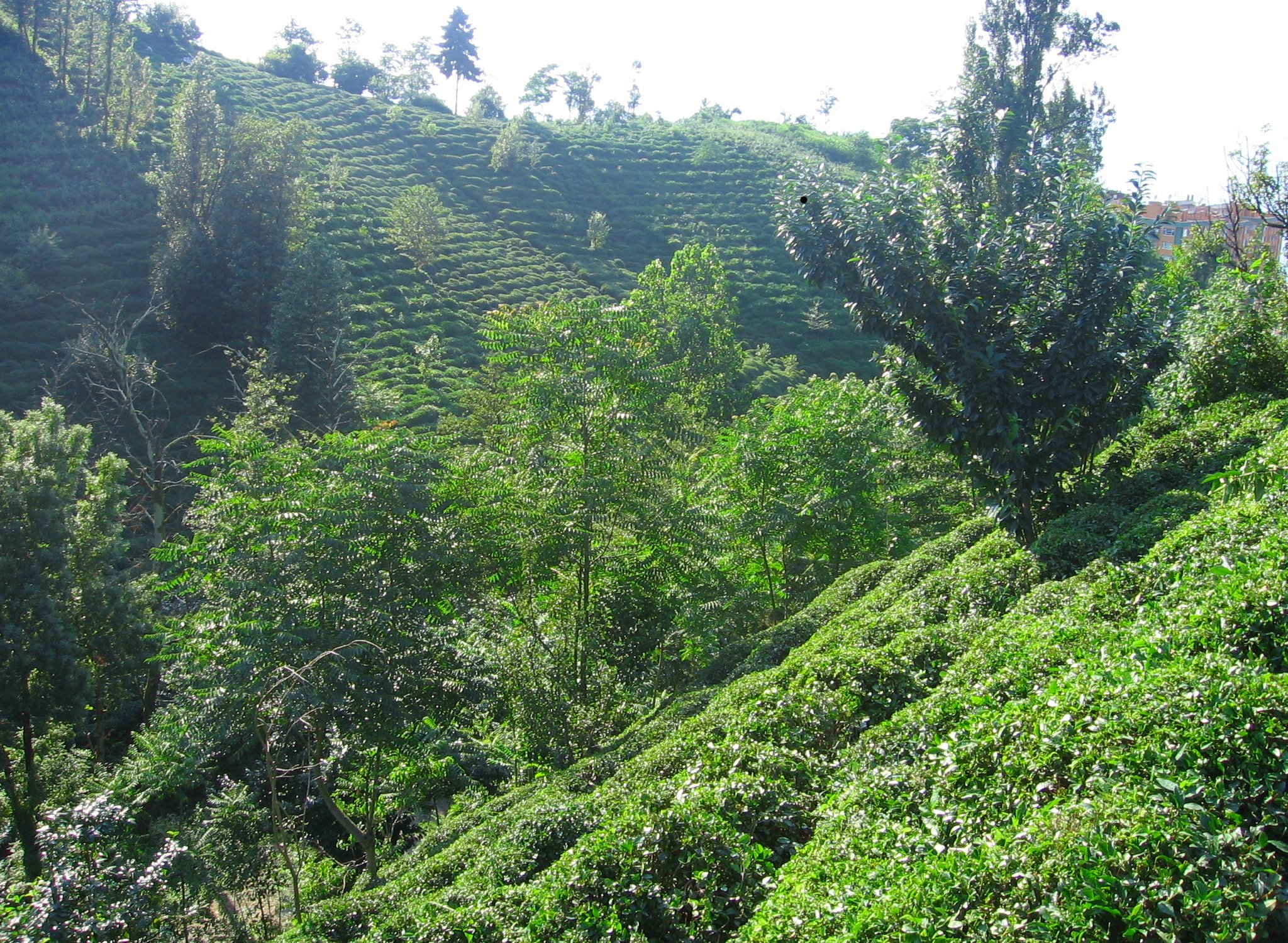
リゼ県の茶畑
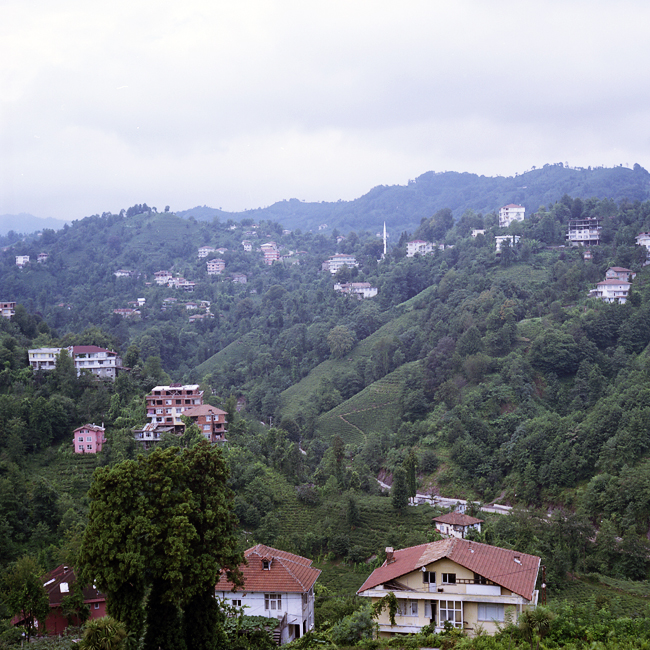
リゼ県の茶畑

## 脚註
1. ↑  リゼ紅茶水楼館
2. ↑  Çaykur, "How to brew Turkish tea" (YouTube).
3. ↑  ヴィクター・H・メア、アーリン・ホー『お茶の歴史』河出書房新社、2010年